# Herman van Dijk
Herman van Dijk (Heerenveen, 8 februari 1959) is een Nederlands voormalig voetbalscheidsrechter die tweemaal een internationale wedstrijd en in 2001 de finale van de KNVB-Beker tussen PSV en FC Twente floot. Hij maakte zijn debuut in de hoogste afdeling op 7 september 1991 in het duel tussen AFC Ajax en RKC Waalwijk (5-1). Van Dijk deelde in die wedstrijd één gele kaart uit en wel aan Raymond Beerens van RKC.
In 2003 stopte Van Dijk met fluiten na een langdurige blessure. Naast zijn baan als vestigingsmanager bij de TNT post deed Van Dijk ook nog wat voor de KNVB, hij was coach van een aantal scheidsrechters o.a. Bas Nijhuis. In 2010 ging hij aan de slag bij sc Heerenveen als teammanager.
Op dinsdag 25 maart 2014 werd bekend dat Van Dijk samen met Bas Nijhuis (beiden fluiten één helft) aantrad als leidsman tijdens de afscheidswedstrijd van Sander Boschker

## Interlands
| Datum         | Plaats               | Wedstrijd             | Uitslag | Competitie        | Kreeg geel | Kreeg voor de tweede keer geel en dus rood | Weggestuurd |
| ------------- | -------------------- | --------------------- | ------- | ----------------- | ---------- | ------------------------------------------ | ----------- |
| 27 maart 1996 | Glasgow, Schotland   | Schotland – Australië | 1 – 0   | Vriendschappelijk | 0          | 0                                          | 0           |
| 26 april 1998 | Edinburgh, Schotland | Schotland – Finland   | 1 – 1   | Vriendschappelijk | 0          | 0                                          | 0           |

Bijgewerkt t/m 27 januari 2014